# Sturisoma rostratum
Sturisoma rostratum är en fiskart som först beskrevs av Johann Baptist von Spix och Agassiz 1829.  Sturisoma rostratum ingår i släktet Sturisoma och familjen Loricariidae. Inga underarter finns listade i Catalogue of Life.